# Massacres de Kishishe et Bambo
Les massacres de Kishishe et Bambo sont des tueries attribuées au Mouvement du 23 Mars (M23) perpétrées dans la province du Nord-Kivu, à l'est de la république démocratique du Congo (RDC), entre le 29 et 30 novembre 2022. Selon un rapport de l'ONU publié le 7 février 2022, le nombre de victime s'élève à au moins 171 morts.

## Contexte
Le 20 octobre 2022, le Mouvement du 23 mars (M23), une rébellion qui a repris les armes fin 2021 dans l’est de la république démocratique du Congo, renouvelle son offensive contre les Forces armées de la république démocratique du Congo (FARDC) dans le Nord-Kivu, non loin de Goma et parvient à s'emparer de nombreuses localités. Un cessez-le-feu est pourtant arraché à Luanda le 23 novembre. Le M23 indique n'avoir aucune obligation vis-à-vis du cessez-le-feu puisqu'il n'était pas présent lors des négociations, mais assure qu'aucune nouvelle attaque ne sera perpétré si ses propres positions ne sont pas attaquées. En revanche, les rebelles excluent de se retirer de leurs nouvelles conquêtes.

## Déroulement
Au matin du 29 novembre, le cessez-le-feu est en partie respecté lorsque des combats éclatent entre le M23 et des combattants des Forces démocratiques de libération du Rwanda (FDLR) et des maï-maï, lesquels cherchent à s'emparer de Kishishe (en) pour barrer la route vers Masisi au M23. A l'issue des combats, le FDLR et les maï-maï sont vaincus et battent en retraite. C'est alors que les miliciens du M23 se déchainent contre la population, exécutant sommairement de nombreuses personnes, aussi bien par balles qu'avec des armes blanches.
En plus du meurtre, le M23 se livre à toutes sortes d’exactions : viols, pillages et enlèvements. Selon une enquête préliminaire de la Mission des Nations Unies pour la stabilisation en RDC (MONUSCO), 60 personnes sont ainsi enlevées et 27 femmes et jeunes filles sont violées. Pendant la tuerie, des enfants auraient été tués jusque dans une église et un hôpital. Après le massacre, le M23 fait enterrer les corps, probablement pour dissimuler les preuves du massacre. Il n'est pas exclu que des civils aient pu être tués par des combattants maï-maï et du FDLR lors des combats. Selon les témoins, les hommes ont été particulièrement visés lors du massacre car assimilés à l'ennemi,. Du reste, les chiffres publiés dans l'enquête préliminaire de l'ONU confirment que les hommes sont surreprésentés parmi les victimes.

## Conséquences et suites
Le gouvernement de RDC accuse le M23 d'avoir tué 50, puis 100 et enfin près de 300 personnes à Kishishe. Au moment du drame, il est difficile d'enquêter, la zone étant contrôlée par le M23. L'enquête préliminaire de la MONUSCO, fait état d'un minimum de 131 personnes assassinées dont 102 hommes,17 femmes et 12 enfants. Le 7 février 2023, l'ONU publie un nouveau bilan de 171 civils tués.
Le M23 nie avoir commis le massacre et affirme que huit civils ont bien été tués, mais par des balles perdues lors des combats avec les miliciens et non délibérément. Le Rwanda, fréquemment accusé de collusion avec le M23,,, nie également le massacre et accuse Kinshasa de l'avoir fabriqué.